# Василий Мангазейский
Василий Мангазейский (ок. 1588, Ярославль — ок. 1602, Мангазея) — сибирский первомученик, святой Русской православной церкви. Память совершается (по юлианскому календарю): 23 марта, 10 мая, 6 июля, 23 мая (Собор Ростово-Ярославских святых), 10 июня (Собор Сибирских святых).

## Жизнеописание
Жизнеописание Василия Мангазейского известно по житию, сохранившемуся в пяти редакциях, происхождение которых связано с Туруханским Троицким монастырём. Древнейшая из редакций относится к 1670—1676 годам и была написана при участии иеромонаха Тихона, перенёсшего в 1670 году мощи Василия в Туруханский монастырь.
Согласно житию, Василий был сыном ярославского торговца Фёдора, который отдал своего сына в работники купцу, отправившемуся для торговли в Мангазею. Однажды, когда Василий молился в храме, воры ограбили лавку его хозяина, и купец обвинил юношу в соучастии. Купец пытался добиться от Василия признания, избивал его, но юноша отрицал свою вину. Тогда его привели к городскому воеводе С. Пушкину, который подверг Василия пыткам, от которых он и скончался. В других вариантах жития:
- воевода ударил Василия в висок связкой ключей;
- Василий «пострада за целомудрие» (из «Описания о российских святых», конец XVII—XVIII века), на основе этого редакция жития Василия, написанная в середине XIX века игуменом Туруханского монастыря Илиодором, сообщает, что юноша отверг греховные домогательства купца, и тот в отместку обвинил Василия в воровстве.

Год смерти Василия, по мнению С. В. Бахрушина, определён условно, так как составители жития пользовались только воспоминаниями старожилов. Его мученичество относят к первым годам существования города Мангазеи (1600—1602 годы); воевода С. Пушкин был в Мангазее с июля 1601 года по январь 1603 года; местные предания также датируют смерть Василия днём Пасхи.

## История почитания
Василия похоронили рядом с приказной избой. Место было влажным, и вскоре на него положили доску для удобства прохода. В 1649 году житель Мангазеи Степан Ширяев обнаружил, что доска переломилась, а под ней виден край гроба. Вскоре появились сообщения об исцелениях, которые приписали мощам новоявленного угодника Божия и место погребения вначале огородили, а в 1652 году возвели часовню. Тобольскому архиерею направили сведения о чудесах новоявленного святого, и тот не позднее 1653 года писал в Москву запрос, нужно ли ему освидетельствовать мощи. Этот запрос не получил ответа. В часовне служили молебны Василию, а в августе 1659 года провели освидетельствование мощей. После этого начались регулярные службы святому Василию, что позволяет сделать вывод о его местной канонизации.
В 1670 году строитель Туруханского монастыря иеромонах Тихон перенёс мощи Василия из Мангазеи в свой монастырь, где поместил в Троицкой церкви справа от царских врат. В 1671 году в Москву направили прошение о подтверждении канонизации Василия, но и оно было оставлено без ответа. Местное же почитание святого продолжалось: тобольский воевода И. Б. Репнин прислал в монастырь шитый покров на раку святого, пишутся иконы Василия, его имя встречается в Кайдаловских святцах (конец XVII века).
Особо способствовал распространению почитания Василия Мангазейского святитель Филофей (Лещинский). Он просил у Петра I разрешения перенести его мощи в Тобольск, но получил отказ. 10 мая 1719 года Филофей совершил перенесение мощей Василия из Троицкой церкви Туруханского монастыря в новую Благовещенскую (в память об этом было установлено местное монастырское празднование). Им также был написан канон святому. За период нахождения Филофея на Тобольской кафедре Василию Мангазейскому были составлены три службы:
- «Служба на память явления во граде Мангазее из недр земных многоцелебных мощей мученика святаго Василия»;
- «Служба на перенесение мощей святаго мученика Василия из града Мангазеи в пределы новаго града Туруханска во обитель Святыя Троицы, что на реке зовомой Тунгуске»;
- «Служба на перенесение мощей новаго мученика Василия, чудотворца Мангазейского, из старыя церкве в новую церковь, пришествием и пренесением святых его мощей схимонахом преосвященным Феодором, митрополитом Тобольским и всея Сибири».

Известность сибирского святого достигла столицы — императрица Анна Иоанновна прислала в Туруханский монастырь напрестольное Евангелие, на окладе которого было изображение святого Василия с крестом в руке и надпись «Мученик Василий Мангазейский».
При преемнике Филофея митрополите Антонии (Стаховском) такое почитание Василия было прекращено, его мощи, по указанию архиерея, были зарыты в землю, и над ними была возведена часовня. Тобольская консистория своим указом в 1755 году запретила совершать молебны святому Василию и поминать его на отпусте, но в 1756 году было разрешено совершать по нему панихиды особым чином. В 1788 году обрыв, на котором стояла часовня, начал осыпаться, из земли показался гроб с мощами. Игумен Михаил перенёс его обратно в церковь и положил под спудом. В 1803 году в ходе эпидемии начались народные волнения, приписавшие болезнь отсутствию должного почитания святого. Об этом доложили в Святейший Синод и министру внутренних дел В. П. Кочубею, и по распоряжению Тобольского архиепископа было разрешено вернуть в церковь иконы Василия Мангазейского и совершать его прежнее почитание.
Местное почитание Василия в XIX веке не прекращалось, он стал почитаться как покровитель охотников и звероловов, были распространены его иконы. В 1893 году в Синод вновь было направлено ходатайство о подтверждении канонизации святого. Синод запросил записи о чудесах и в начале XX века имя мученика Василия Мангазейского было включено в «Православный календарь», издаваемый Синодом.
После закрытия Туруханского монастыря в 1921 году мощи святого были утрачены, их фрагменты обрели вновь в 1997 году и поместили в раку в монастырском храме.